# Wankendorf
Wankendorf er en by og kommune i det nordlige Tyskland, beliggende i Amt Bokhorst-Wankendorf i den sydvestlige del af Kreis Plön. Kreis Plön ligger i den østlige/centrale del af delstaten Slesvig-Holsten.

## Geografi
Wankendorf er beliggende i Wankendorfer Seengebiet, omkring 15 km øst for Neumünster i nærheden af Stolper See og Belauer See. Kommunen ligger ved motorvejen A21 fra Kiel mod Bad Segeberg.
I kommunen ligger ud over Wankendorf, landsbyerne og bebyggelserne Bansrade, Bockelhorn, Jägersberg, Kölling, Köllingbek, Kuhlrade, Löhndorf, Obendorf og Schimmelhof samt godset Löhndorf.